# Filipe Nyusi
Filipe Jacinto Nyusi (Namau, 9 de fevereiro de 1959), cujo apelido se pronuncia /Nhússi/, é um empresário e político moçambicano, ex-presidente de Moçambique. Entre 2008 e 2014 ocupou o cargo de ministro da Defesa. Foi eleito quarto presidente da República de Moçambique em 2014 e reeleito em 2019.

## Biografia
Filipe Nyusi (que se pronuncia /Nhússi/ segundo as regras da ortografia e da fonética portuguesas) nasceu em Namau, no distrito de Mueda na província de Cabo Delgado. Os pais eram veteranos do movimento de libertação Frente de Libertação de Moçambique (FRELIMO). Durante o início da Guerra da Independência de Moçambique, os pais refugiaram-se na vizinha Tanzânia, onde foi educado na escola primária da Frelimo em Tunduru. Nyusi frequentou o ensinou secundário na escola da Frelimo em Mariri, em Cabo Delgado, e na Escola Secundária Samora Machel na Beira. Em 1973, e com 14 anos, juntou-se à Frelimo, recebendo formação política e militar na Tanzânia. Em 1990 concluiu o curso de engenharia mecânica na ex-Academia Militar de Brno (actual Universidade de Defesa), na Checoslováquia, tendo também uma pós-graduação na Universidade de Manchester, em Inglaterra, no curso de Administração.
Antes de ser nomeado para o governo de Armando Guebuza, Nyusi trabalhou para a empresa estatal dos Portos e Caminhos de Ferro de Moçambique. Em 1995 foi nomeado diretor executivo da divisão norte, CFM-Norte, tendo integrado o conselho de administração em 2007.
Entre 1993 e 2002, foi também presidente do Clube Ferroviário de Nampula, um clube de futebol da primeira divisão com sede em Nampula. Foi também professor assistente no campus de Nampula da Universidade Pedagógica (actual Universidade Rovuma), fellow da Africa Leadership Initative, e membro do Comité Nacional dos Combatentes da Luta de Libertação Nacional.

## Carreira política
Filipe Nyusi assumiu o cargo de Ministro da Defesa em 27 de março de 2008, sucedendo a Tobias Joaquim Dai. A nomeação de Nyusi aconteceu um ano após um incêndio que provocou a explosão do paiol de munições de Malhazine em Maputo, o qual matou mais de 100 pessoas e destruiu 14 000 habitações, e sobre o qual uma comissão de investigação governamental concluiu a existência de negligência. Embora não tenha sido divulgada qualquer explicação oficial para o afastamento de Dai, é possível que tenha sido em consequência da catástrofe de Malhazine. Em setembro de 2012, Filipe Nyusi foi eleito para o Comité Central da Frelimo durante o X Congresso.

### Presidência
Em 1 de março de 2014, o Comité Central da Frelimo elegeu Filipe Nyusi para candidato do partido às eleições gerais de 2014. No primeiro turno obteve 46% dos votos, destacando-se em relação ao segundo candidato do partido, Luisa Diogo, mas sem a maioria absoluta necessária para vencer à primeira volta. No segundo turno obteve 68% dos votos, contra 31% de Luísa Diogo. Embora Nyussi fosse visto como um candidato relativamente obscuro em comparação com os restantes, era o candidato que mais se identificava com o presidente Guebuza. Acredita-se que a seleção de Nyusi para candidato da Frelimo permitiria a Guebuza, já no limite de mandatos, manter poder considerável após abandonar o cargo.
Em 3 de Janeiro de 2022 foi divulgado que o presidente e sua esposa estavam em isolamento sanitário depois de ambos terem testado positivo ao Covid-19.

## Vida pessoal
Filipe Nyusi é membro da comunidade étnica dos Macondes. É casado com Isaura Gonçalo Ferrão Nyusi e ambos têm quatro filhos.